# Lewis Sullivan
Lewis Sullivan (Hazel Green, 29 maggio 1995) è un cestista statunitense.

## Palmarès
- Coppa d'Ucraina: 1

Chimik Južnyj: 2020
- Coppa di Romania: 1

CSO Voluntari: 2025